# 朱桂艳
朱桂艳（1968年10月—），吉林白山人，汉族，无党派人士。中华人民共和国政治人物、第十三届全国人民代表大会吉林地区代表。

## 生平
2018年2月24日，当选为第十三届全国人大代表。